# 별정경주
별정경주(別定競走)는 일정한 기준에 의거 기초중량을 설정하고 조건 상금(최근 1년간 수득한 조건상금) 규모에 따라 부담중량을 가·감하여 부담중량을 결정하여 경주를 하거나 부담중량의 가·감 없이 기초중량만으로 하는 경주이다.
별정경주를 한마디로 말하면 ‘최근 1년 동안 1∼3착을 많이 한 만큼 경주에서 부담해야 할 중량을 더 증가시키는 것’이다. 즉 어떤 말이 최근 1년 동안에 1∼3착을 한 경우 그 말이 벌어들인 착순상금에 대해 일정률을 산정하여 누적시킨 승군점수에 따라 부담중량을 증감하는 것이다. 따라서 별정경주에 출전한 말 중에서 1∼3착을 많이 한 말은 증량되고, 1∼3착을 적게 한 말은 감량된다. 이는 말들의 능력을 비슷하게 맞추어 경주를 박진감 있게 하기 위한 것으로, 결국 별정경주는 광의의 핸디캡 경주라고 할 수 있다.
좀 더 세부적으로 보면 별정경주의 부담중량은 기초중량±부가중량에 의해 결정된다. 여기서 기초중량이란 어떤 경주에서 말이 부담해야 하는 기본중량을 말한다. 그것은 각 마필의 연령을 기준으로 하는 '마령중량'이 될 수 있고, 마령중량을 무시하고 ‘4세 54㎏, 5세 이상 53㎏’과 같이 경주계획 담당자가 정하는 무게일 수도 있다. 부가중량은 최근 1년 동안 1착부터 3착까지 수득한 조건상금에 따라 부담중량을 증감하는 방식으로 A·B·C형이 있다. A형은 조건상금이 많은 말에게 증량시키는 형태로 강한 말들의 출전이 예상되는 경우에 적용하고, B형은 조건상금이 많은 말에게 증량하지 않고 조건상금이 적은 말에게 감량시키는 것으로 출전 예상마의 수준이 중하급인 경우에 적용한다. 또 C형은 조건상금이 많은 말은 증량하고 조건상금이 적은 말은 감량하는 형태로 출전예상마의 능력편차가 많은 경우에 적용하는 방식이다. 

## 적용범위
별정경주는 국산 및 혼합 모든 경주에 적용하되 능력검증 결과가 나타나는 중위조건 경주, 능력격차가 비교적 적은 상위조건 경주, 중·하위조건의 연령혼합경주에 주로 적용한다. 별정경주의 최고·최저 부담중량은 50㎏(최저)~60㎏(최고)이다.

## 장점
별정경주는 기본적으로 각 말이 ‘1년 동안에 1착부터 3착까지 획득한 승군점수’를 합하여 컴퓨터가 기계적으로 계산해 중량을 부여하는 방식이기 때문에 중량의 과다에 대해 마필 관계자의 불만이 적은 것이 장점이다. 

## 단점
그러나 모순도 있다. 예를 들어 같은 군의 경주편성 강도가 아주 센 경주에서 1착한 말과 편성 강도가 아주 약한 경주에서 1착한 말이 향후 별정경주에서는 동일하게 중량이 증가된다. 또 월등하게 이겼을 경우에도 컴퓨터는 월등함을 고려하지 못하기 때문에 1착의 조건상금만 계산하여 증량한다. 또한 편성 강도가 약한 암말경주에서 1착한 말이나 암·수 혼합경주에서 1착한 수말이나 증량되는 것은 동일하다. 이외에도 1착을 할 수 있었으나 경주전개 부적절 등으로 입상하지 못한 경우에도 컴퓨터는 알아차리지 못하기 때문에 증·감량에 모순이 따른다. 별정경주는 일본·한국 등 극히 일부국가에서 채택하는 방법이다.